# 盧迪馬

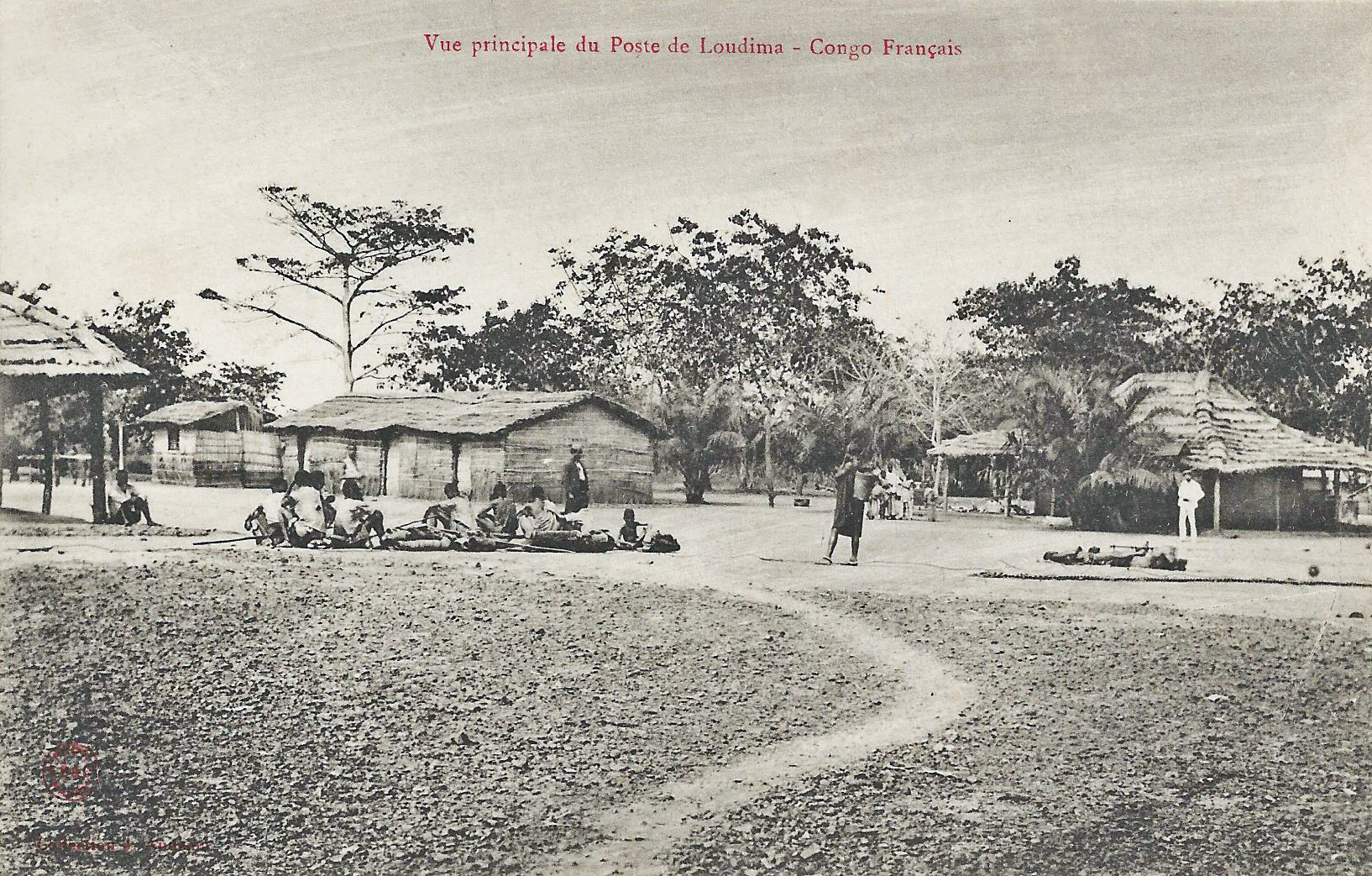
法屬剛果時代的盧迪馬

盧迪馬是剛果共和國的城鎮，由布恩扎省負責管轄，位於該國南部，主要經濟活動是農業，國營鐵路在該鎮設站，居民人數估計約18,000。

## 外部連結
- MSN Map

04°06′09″S 13°02′58″E / 4.10250°S 13.04944°E